# Incidente de 15 de março
O Incidente de 15 de março (三・一五事件, San ichi-go jiken) foi uma ação repressiva contra socialistas e comunistas perpetrada pelo governo japonês em 1928. Houve agressões e prisões, incluindo a detenção do economista marxista Kawakami Hajime.

## Contexto
O incidente ocorreu num momento em que o Partido Comunista do Japão havia sido tornado ilegal e seus membros estavam na clandestinidade. Desde sua fundação, em 1922, o partido ganhava força, especialmente por conta do clima social e econômico crítico do Japão na década de 1920. Durante as Eleições Gerais de fevereiro de 1928, as primeiras realizadas no Japão após a aprovação do sufrágio universal masculino, o Partido Comunista do Japão teve visibilidade ao apoiar partidos políticos socialistas e trabalhistas. Alarmado com as vitórias que esses partidos obtiveram na Dieta do Japão, o governo conservador do primeiro-ministro Tanaka Giichi (que manteve a maioria por apenas um assento) evocou as disposições das Leis de Preservação da Paz de 1925 e ordenou a prisão em massa de comunistas conhecidos e simpatizantes comunistas. As prisões ocorreram em todo o Japão e 1.652 pessoas foram detidas.

## Consequências
Cerca de 500 dos presos foram eventualmente processados, em uma série de julgamentos abertos realizados pelo Tribunal Distrital de Tóquio a partir de 15 de junho de 1932, com sentença em 2 de julho de 1932. Esses julgamentos públicos foram cuidadosamente encenados para divulgar o funcionamento interno do Partido Comunista do Japão,  detalhando suas conexões com o movimento operário e outros partidos políticos de esquerda. Nas investigações, o governo ordenou a dissolução do Rōdō Nōmintō (Partido do Trabalho e Campo), do Zen Nihon Musan Seinen Dōmei (Liga da Juventude Proletária de Todo o Japão) e do Nihon Rōdō Kumiai Hyōgikai (Conselho dos Sindicatos Operários Japoneses). Os réus nos julgamentos foram todos considerados culpados e condenados a penas de prisão severas; no entanto, aqueles que retrataram sua ideologia comunista foram então perdoados ou receberam penas reduzidas. Este foi o início da política tenkō destinada a reintegrar ex-esquerdistas à sociedade. Como consequência desses julgamentos, o primeiro-ministro Tanaka conseguiu aprovar uma legislação que acrescentou uma cláusula para a pena de morte às já draconianas Leis de Preservação da Paz.
O escritor Kobayashi Takiji escreveu sua obra 15 de março de 1928 com base neste incidente.